# Massawa

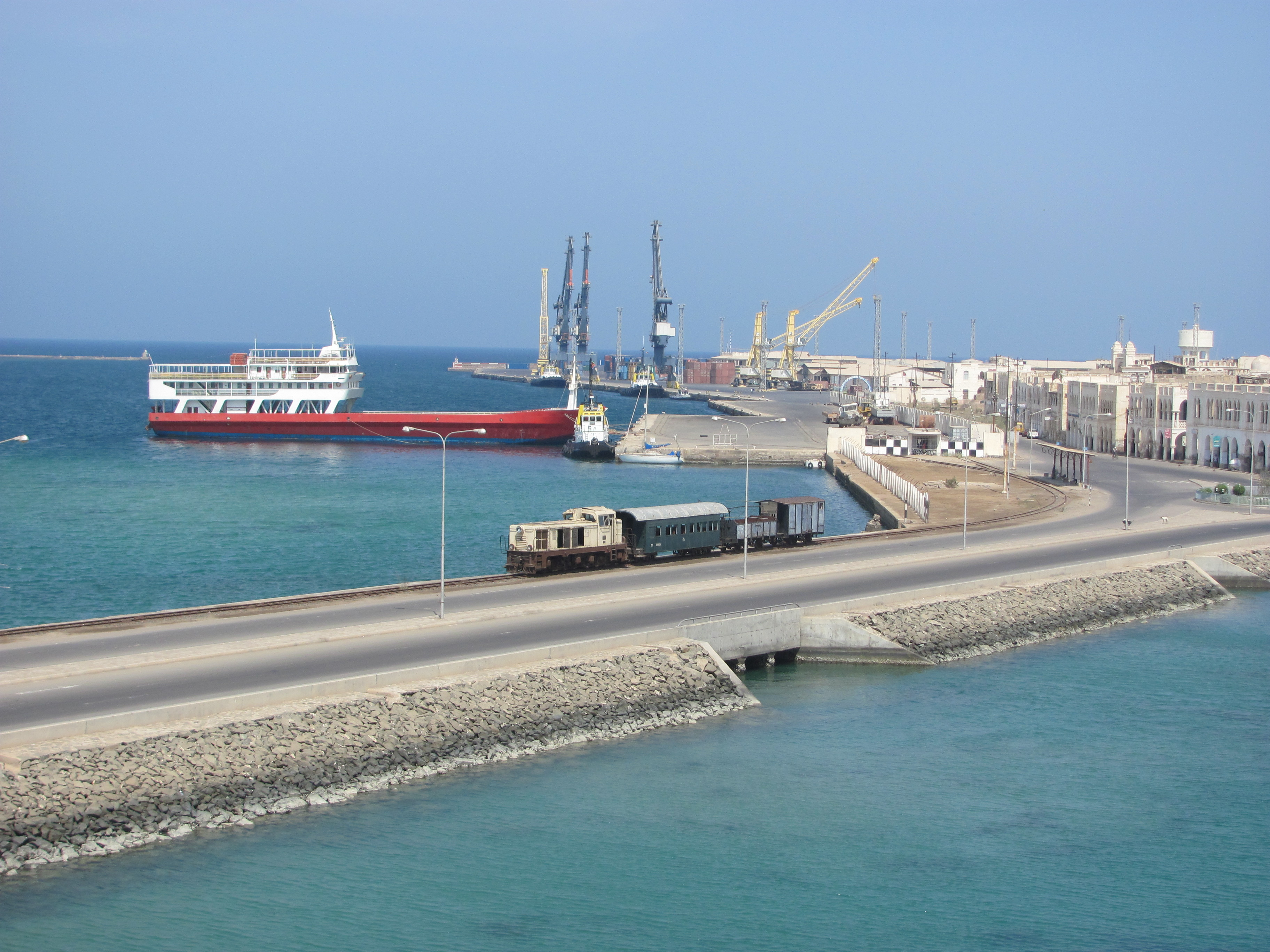
Hamnen i Massawa

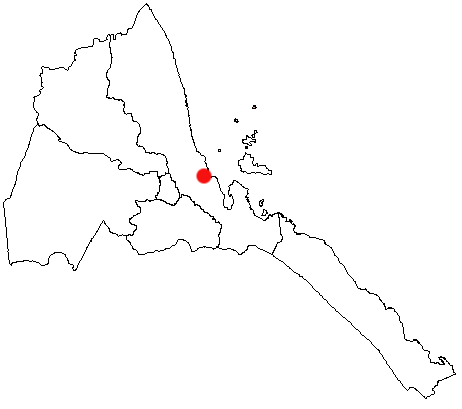
Lägeskarta.

Massawa( ባጽዕ ), Mitsiwa eller Massaua är en hamnstad i Semienawi Keyih Bahri-regionen i Eritrea, beläget vid Röda havet och Eritreas viktigaste hamnstad. Staden har 39 100 invånare (2004) och ligger innanför Dahlak-arkipelagen, ungefär i mitten av landets kust mot Röda havet, och 120 km nordöst (landvägen) från huvudstaden Asmara på höglandsplatån. Järnvägsförbindelse finns med Asmara.
Industrier i staden är bland annat cement- och livsmedelsindustri samt saltutvinning. Härifrån exporteras hudar, kaffe, m.m. Massawa är en varm stad med en fuktig hetta och dagstemperaturen under sommarmånaderna är väldigt varma och kan nå 40 grader. Staden är även känd för sina stränder och sina närliggande öar.

## Historia

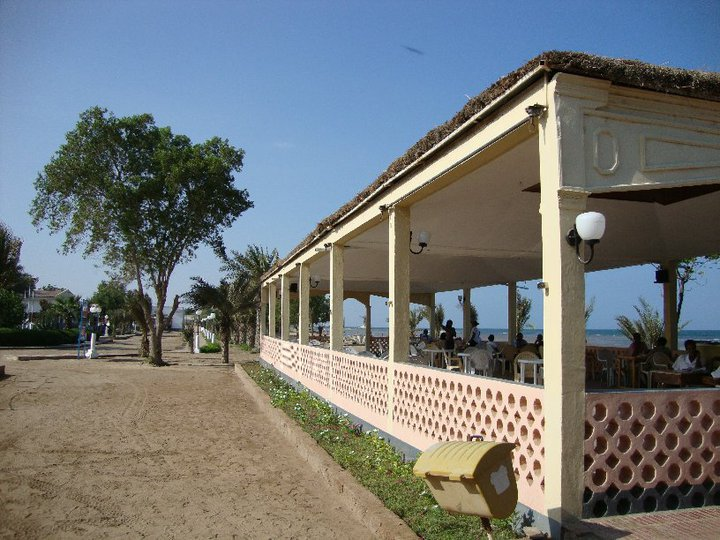
Strand vid Massawa

Massawa var ursprungligen en liten by vid havet, som låg i länder som är sammanhängande med kungariket Axum. Massawa var huvudstad i den italienska kolonin Eritrea tills den flyttades till Asmara 1897.  Från 1952 till 1990, när Eritrea ingick i en federation med Etiopien, åtnjöt tidigare Etiopien kort användningen av Massawa som huvudkontor för den etiopiska marinen. Under större delen av sin existens har Massawa har olika riken haft inflytande eller ockuperat staden, exempelvis Osmanska riket, Italien och Etiopien. 
Massawa ockuperades av italienarna mellan 1885 och 1941, och var den italienska kolonin Eritreas huvudstad fram till 1900, då italienarna flyttade den till Asmara i höglandet där klimatet ansågs behagligare.
Eritreas befrielsekämpar frigjorde staden från etiopisk ockupation 1990 i en strid som orsakade omfattande förödelse i staden. Efter att ha blivit utjagade svarade det etiopiska flygvapnet med att flygbomba staden oavbrutet under sex dagar i februari 1990, vilket innebar att nästan alla byggnader raserades. Sedan Eritreas självständighet 1993 har hamnen och staden i stort återuppbyggts. Den är sedan självständigheten en frihamn för Eritrea.